# Brevicornu disjunctum
Brevicornu disjunctum är en tvåvingeart som beskrevs av Zaitzev 1988. Brevicornu disjunctum ingår i släktet Brevicornu och familjen svampmyggor.
Artens utbredningsområde är Virginia. Inga underarter finns listade i Catalogue of Life.